# Gunung Simpang Dua
Gunung Simpang Dua är ett berg i Indonesien.   Det ligger i provinsen Aceh, i den västra delen av landet, 1 600 km nordväst om huvudstaden Jakarta. Toppen på Gunung Simpang Dua är 2 407 meter över havet.
Terrängen runt Gunung Simpang Dua är bergig söderut, men norrut är den kuperad. Runt Gunung Simpang Dua är det mycket glesbefolkat, med 4 invånare per kvadratkilometer. I omgivningarna runt Gunung Simpang Dua växer i huvudsak städsegrön lövskog.